# 古学乡
古学乡，是中华人民共和国四川省甘孜藏族自治州得荣县下辖的一个乡镇级行政单位。

## 行政区划
古学乡下辖以下地区：
古学村、冉成村、得则村、毕拥村、下拥村、卡日贡村、日西顶村、日中村、毛吾村、因归村、左贡村和塔恩通村。